# Tarpon
Tarpon (Megalops atlanticus) är en fiskart som beskrevs av Valenciennes, 1847. Tarpon ingår i släktet Megalops och familjen Megalopidae. IUCN kategoriserar arten globalt som sårbar. Inga underarter finns listade i Catalogue of Life.
Under namnet Silverkung är den en uppskattad sportfisk.